# 庵野秀明
庵野 秀明（、1960年〈昭和35年〉5月22日 - ）は、日本のアニメ監督、アニメーター、脚本家、映画監督、実業家。
山口県宇部市出身。カラー代表取締役社長。株式会社プロジェクトスタジオQ創作管理統括。株式会社でほぎゃらりー取締役。NPO法人アニメ特撮アーカイブ機構理事長。山口県立宇部高等学校卒業。大阪芸術大学芸術学部映像計画学科（現・映像学科）除籍。妻は漫画家の安野モヨコ。
別名義として、アニメーションを手がける際のあんの ひであきやアンノ ヒデアキ、作詞家としての空母そ・そ・そ・そ、樋口真嗣との作詞コンビHIDE&シンディー♡などがある。
代表作に『トップをねらえ!』『ふしぎの海のナディア』、第18回日本SF大賞受賞作の『新世紀エヴァンゲリオン』、ゴジラシリーズ第29作で第40回日本アカデミー賞などの数々の賞を受賞した『シン・ゴジラ』などがある。監督作が日本アカデミー賞の最優秀作品賞と最優秀アニメーション作品賞の両方を受賞した宮崎駿、山崎貴に続く史上三人目の映画監督である。

## 来歴

### 生い立ち
幼いころよりアニメや特撮、大規模な建造物などの絵を夢中で描いていたという。生まれ育った山口県宇部市はセメント工業などが盛んな街であり、その工場群の原風景は人工物、メカニックを好む感性に影響を与えたという。高校の時代には「工場のある赤い風景」のような作品を描いている。また、漫画少年でもあり、中学生のころは特に少女漫画を大量に読んでいた。庵野の父親は若いころの事故で左足の膝から下を失っており義足であった。朝日新聞「おやじの背中」（1999年8月30日）で、父親のその姿に影響を受けていること、完全なものは好きになれない、自分にとっては何かが壊れ、欠けていることが普通であると語っている。
山口県立宇部高等学校での高校生時代には、美術部で部長を務めるほどの画力を有していた。アマチュア映像制作グループ「グループSHADO」にも所属し、自主制作の映像作品『ナカムライダー』が、文化祭で上映された。

### 大学生時代
勉学の成績が悪いまま高校を卒業し、そのあとは就職もせず、遊んでばかりいたために親に心配され、一浪を経て、当時、入試が実技のみであった大阪芸術大学映像計画学科に進学する。受験対策は宮崎駿らの絵コンテなどを見て勉強したという。
同じ学科の同級生には南雅彦・西森明良などの同業者、広告デザイナーの碇義彦や漫画家の島本和彦および士郎正宗なども在籍していた。士郎とは学生時代の面識・交流の有無は不明だが、後に『アップルシード』『蒼きウル（未発表）』にて互いにスタッフとして参加している。
サークルはSF研究会に所属。入学当初、同級生の山賀博之、赤井孝美らと班を作る。なお、このころの庵野について、画力は「特にメカの描写は圧倒的であった」と後に山賀が語っており、学生生活の様子は島本和彦の漫画作品『アオイホノオ』に詳しく描かれている。
そのころ、2回生に誘われた自主制作アニメに熱中し、山賀たちとの自主製作映画グループである「DAICON FILM」の主要メンバーとして参加した、大阪で開催のSF大会では異例であったオープニングアニメーションや、特撮作品などを製作し、プロをも驚かせ高い評価を受けた。この時、スタジオぬえのメンバーに誘われ山賀たちと『超時空要塞マクロス』の制作に参加し、アマチュアのアルバイトであるが、数話分の動画から原画までを担当した。この時に描いた爆発シーンが各所で評価され、仕事が来るようになったという。また、『アニメージュ』に掲載された、劇場アニメ『風の谷のナウシカ』の人手不足のための作画スタッフの募集告知を見て上京し、原画担当として採用される。
学校生活では、共同実習にしか出席せず、学費も未納状態であったため、3回生時に除籍処分を受けるが、通学しなくなったのは、単位さえ取れればそれでいいという、周囲のやる気のない学生に付き合って在籍し続けるよりも、自分の作品を作り続ける方が意義があるとの考えからとのことである。なお、この時にはすでに『風の谷のナウシカ』への参加に伴う上京が決まっていた。

### アニメーター時代
上京し、アニメーターの板野一郎を紹介される。板野が描いた『機動戦士ガンダムIII めぐりあい宇宙編』の原画を見て「本当にすごくて、こんな原画が世の中にはあるんだ」と感動した。そしてプロ入りし、板野の間近で『超時空要塞マクロス』の原画修正をいきなり任される。劇場版の『超時空要塞マクロス 愛・おぼえていますか』にも参加している。
その後劇場アニメ『風の谷のナウシカ』やOVA『メガゾーン23』などの商業作品に参加し、メカや爆発シーンなどのエフェクトアニメーションを手がける。『風の谷のナウシカ』では、採用時に持参した大量の原画が宮崎駿に評価され、難しいとされるクライマックスの巨神兵登場のシーン担当に抜擢された。この時、人物も描くよう監督から指示されるも、出来が悪かったため監督本人に頼んだというエピソードがある。このころから原画・動画一筋でやっていくのは無理だと考え、監督・演出の仕事をメインに切り替える。ちなみに、パンフレットに記載されている「巨神兵の呪いを受けて腹を壊したA氏」は庵野のことである。宮崎からは特に監督としての仕事の進め方などを学んだという。また、『機動戦士ガンダム』の富野由悠季らも含め、アニメーション界を代表する作家の仕事に参加できたことをとてもラッキーだったと語っている。
その後、DAICON FILMを母体とするガイナックスの初作品『王立宇宙軍 オネアミスの翼』には「スペシャルエフェクトアーティスト」という肩書きで参加。長い肩書の理由は「SFX」や「アーティスト」という呼称が嫌いだったため世間への嫌がらせとして命名したものである。クライマックスシーンでは、戦闘・ロケット発射シーンは絵コンテから作画までほとんどを1人でこなした。セルを1コマに9枚重ね、3秒間でセル枚数が250枚にも上るカットもあるという。当時、戦車やミサイルなどに極限のリアリティを追求しており、軍事関係の資料に手当たり次第に目を通し、自衛隊にも体験入隊している。

### 『トップをねらえ!』『ふしぎの海のナディア』
監督作品である『トップをねらえ!』および『ふしぎの海のナディア』は、前者はOVAで発売され、後者はNHK総合テレビジョンで放送された。
- 両作品ともアニメや特撮のパロディ・オマージュを多く取り入れており、特に爆発やエフェクトパターンは実写を忠実に再現している[10]。
- 『トップをねらえ!』第5話戦闘シーンの収録の際、主演の日髙のり子に「自ら必殺技名を絶叫してみせる」という体当たりの演技指導を行ったという逸話がある[11]。
- ナディアのグランディス一味が「タイムボカンシリーズ」における三悪の変形版になったのは自身のアイディアだという。また、ハンソンの口癖「そ、そ、そ、そ」は庵野の口癖である[注釈 1]。
- 主人公ナディアの性格は当時の性格の反映で、ナディアが冷たかったりわがままに描かれているのは、恋して振られた時の、自身の女性観を元にしたためとのことである。他にも「南の島編」での暴走ぶりも「周りから見た庵野監督」をモチーフにしていた。また、下記に記載している「偏食家であり、肉と魚は一切食べられない」というのもナディアの特徴であり、庵野がモチーフである[要出典]。
- キングについては当初は「実は宇宙人」との設定が構想にあり、最終回ではキングの着ぐるみを脱いで正体を現す予定だったが、周囲の反対でこの構想はなくなった[12]。

### 『新世紀エヴァンゲリオン』シリーズ
1995年（平成7年）にテレビ東京の18時のアニメ枠で放送開始され、1997年（平成9年）以降は劇場版として制作されている。大ヒットを記録し、「庵野監督の代表作」として真っ先に名前が挙がる作品であり、数々の受賞歴がある。
テレビシリーズ後半、特に最終回2話とその前の展開について、パソコン通信上で激しい議論が繰り広げられ、批判意見も多くあった、さらには「原画マンと喧嘩した」や、「途中までは考えていたが、最後は全く考えていない」など嘘が瞬く間に広がり、脚本なる物が出回る大惨事にまで発展した。この現象については、議論内容よりも「パソコン通信にハマる人たちは『現実世界に帰れ』」と苦言を呈している。また、テレビ放映後から劇場版公開ごろの『エヴァブーム』当時、インターネット上のチャットや電子掲示板上での作品論争を「便所の落書き」と言い放っている。

### 実写映画への進出
『新世紀エヴァンゲリオン』制作終了後、実写方面への進出（『ラブ&ポップ』『式日』『キューティーハニー』）を経て、それ以降のアニメ作品では、いわゆる「実写畑の声優・つまり俳優」を起用することが多くなる。これは「職業声優の限界」を感じ、新しい可能性を模索するためだという。幾原邦彦の紹介で舞台にも非常に惹かれているが、まだ取り組めないので映画を作ることにした、とインタビューに答えている。

### 結婚
2002年（平成14年）3月26日に、共通の知人である貞本義行による紹介が縁で知り合った漫画家の安野モヨコと結婚。4月28日に「ダブルアンノの結婚を祝う会」と称した結婚披露宴パーティーが行われ、新郎側の主賓として宮崎駿、新婦側の主賓として桜沢エリカがそれぞれスピーチを行った。庵野自身は安野の『ハッピーマニア』などを読んでおり高く評価していた。安野モヨコは本名非公開ではあるが、ペンネームの読みは「あんの」であるため「Wアンノ」と話題になった。
安野の漫画作品『監督不行届』で結婚生活が描写されている。作中での呼び名は「カントク（庵野）」「ロンパース、モヨ（安野）」。また、結婚を機に安野の食事管理によって、体脂肪率40%越えから180cm73kg体脂肪率22%までの減量に成功した。身の回りにも無頓着で、充分な収入がありながら風呂の壊れたアパートに住んでいたため、結婚前は1年間風呂に入らなかったり、洗濯もせずに服はボロボロになるまで着用し、汚れたら捨てる、という生活だったが、安野との生活で、4・5日おきに着替え、1日おきに入浴するようになった。作中では庵野がアルマーニを試着する様子も紹介されている。

### 『ヱヴァンゲリヲン新劇場版』シリーズへ

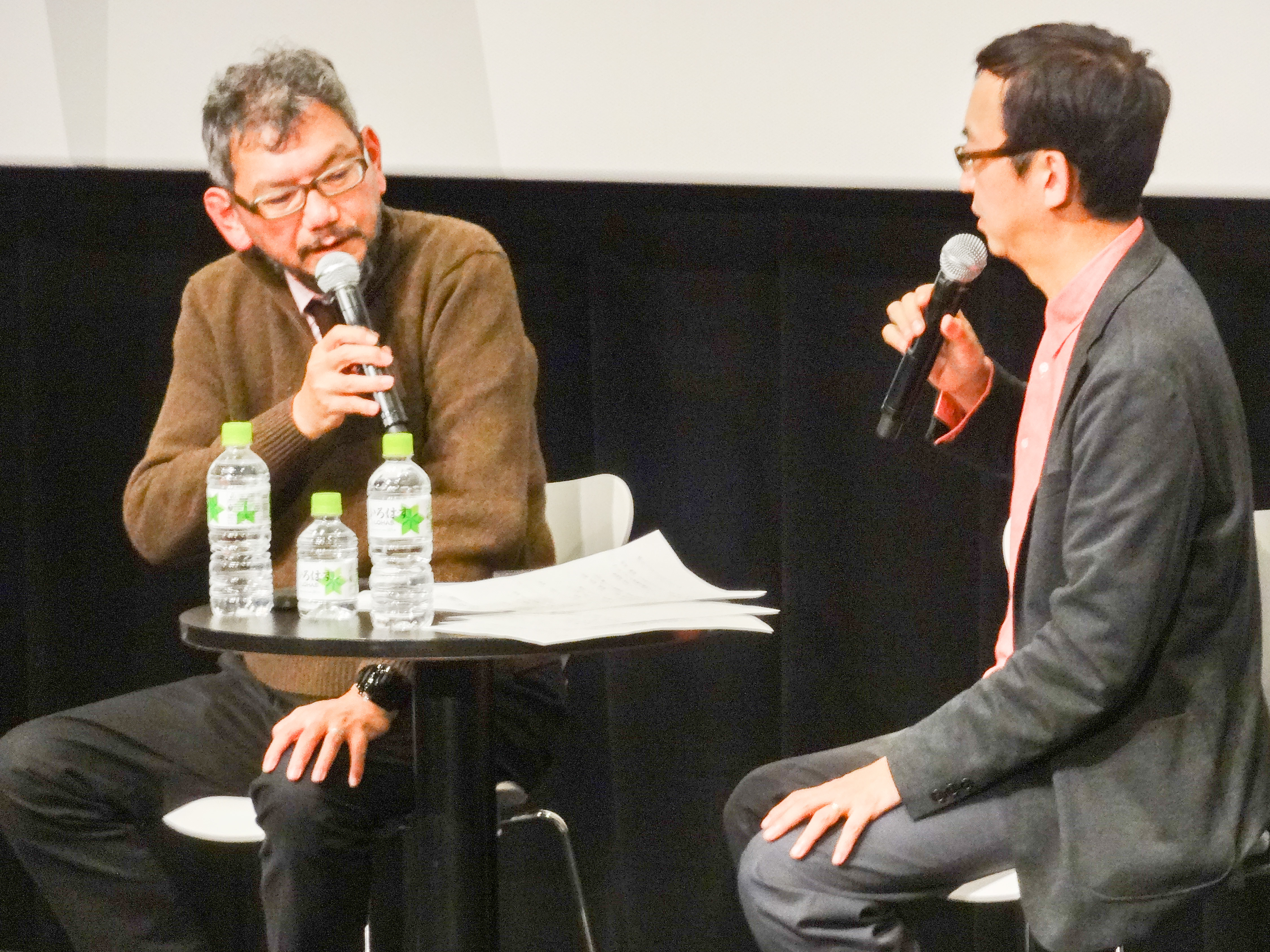
2014年10月30日、TOHOシネマズ日本橋での「庵野秀明の世界」にて明治大学大学院国際日本学研究科客員教授氷川竜介（右）と

2006年（平成18年）に、アニメ制作会社「株式会社カラー」を設立し、それまで名を連ねていたガイナックスの取締役から退いている。新スタジオでの第1作目は、2007年（平成19年）9月1日に全国主要映画館にて封切りされた『ヱヴァンゲリヲン新劇場版』四部作の1つ『ヱヴァンゲリヲン新劇場版:序』であった。2009年（平成21年）6月27日には『ヱヴァンゲリヲン新劇場版:破』、2012年（平成24年）11月17日に『ヱヴァンゲリヲン新劇場版:Q』、2021年（令和3年）3月8日に完結編の『シン・エヴァンゲリオン劇場版:||』が封切りされ、『ヱヴァンゲリヲン新劇場版』シリーズは完結した。
2011年（平成23年）に平野勝之監督の『監督失格』を実写初プロデュース作品として手掛けた。2013年（平成25年）には、宮崎駿の長編アニメーション映画『風立ちぬ』の主人公・堀越二郎役で声優デビューした。
2014年（平成26年）に第27回東京国際映画祭の企画で「庵野秀明の世界」が開催。学生時代からの映像作品がTOHOシネマズ日本橋で上映、トークセッションも開催された。
2015年（平成27年）4月1日、2016年に公開予定の「ゴジラシリーズ」新作で、脚本と総監督を務めることが発表された。2015年秋から撮影を開始し、2016年7月29日に『シン・ゴジラ』のタイトルで公開された。
2017年（平成29年）5月8日、NPO法人『アニメ特撮アーカイブ機構』を設立し、代表を務める。
2021年（令和3年）、円谷プロならびに東映からそれぞれ庵野を脚本とする『シン・ウルトラマン』『シン・仮面ライダー』の製作が発表された。
日本SF作家クラブ会員だったが、2023年4月現在は、会員名簿に名前がない。
2024年（令和6年）10月6日、ボイジャーホールディングスからカラーに『宇宙戦艦ヤマト』をベースとした新作アニメ映像を製作する権利が付与されるとともに、東北新社からは著作権の利用許諾を得たことを発表。2025年からのプロダクション開始を目標に新作劇場作品の企画を進行中とのこと。
2025年（令和7年）7月18日、同年8月21日付で株式会社プロダクション・アイジーの取締役に就任することが発表された。

## 人物・作風

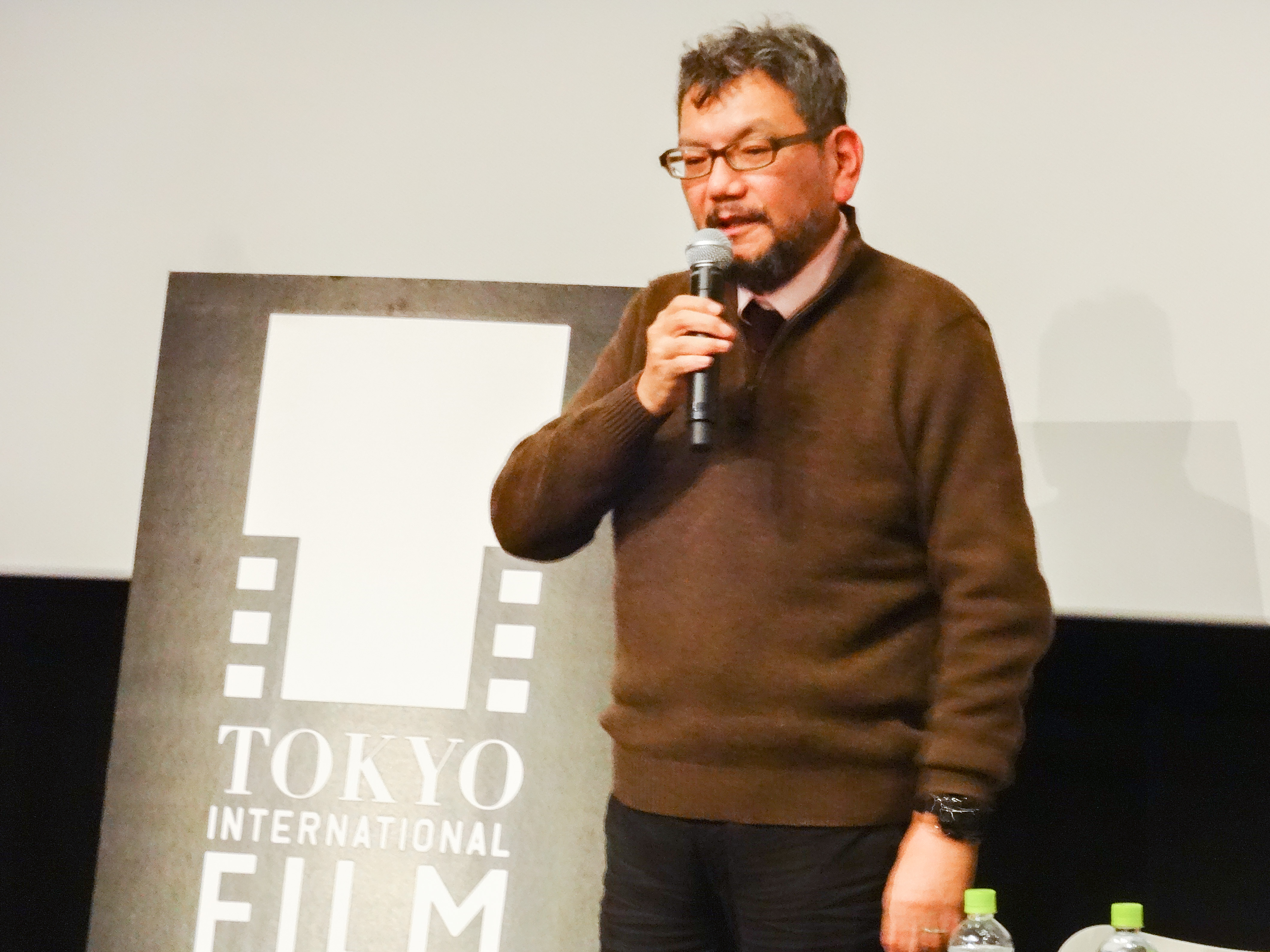
2014年10月30日、TOHOシネマズ日本橋での「庵野秀明の世界」にて

- 人間のエゴや醜さをえぐり出す心理描写、細部にこだわったメカ造型、大胆な映像演出を得意とする。意外なところから撮るエキセントリックなアングル（カメラアングル＝構図）や逆光などを多用した描写が多い。また、作品中に電柱・電線、信号機、遮断機、道路標識、非常口マークなどの短いカットを挿入することが多い。「自分がどこかに連れて行かれる」というイメージを線路で描写することがある[15]。電柱・電線は、自らの会社カラーのホームページにも使用している。
- 好きな映画・アニメ・漫画からのパロディ・オマージュが多く盛り込まれている[25]。特に永井豪、石川賢や岡本喜八、実相寺昭雄などからの影響が大きい。同時にオリジナリティについては『新世紀エヴァンゲリオン』のコミック第1巻の所信表明文や『スキゾ・エヴァンゲリオン』で、「僕のようなアニメや漫画ばかりを見てきた世代は、パッと浮かんだことにだいたいいつも元ネタがあり、時に嫌になる」という趣旨の発言をしている。
- 作画面では建築物や機械、爆発シーンの描写を得意とする。人物は、アニメ的なキャラクターが苦手と本人も認めており、描くことは少ないが、ゼネラルプロダクツのアニメック誌の連載やパンフレットの挿絵、まんがアニメックや同人誌に掲載された短編マンガなどがあり、『超時空要塞マクロス 愛・おぼえていますか』ではリン・ミンメイの原画を手掛けている。
- 作中の楽曲には、「FLY ME TO THE MOON 」「あの素晴しい愛をもう一度」「夢の中へ」などのカバーが用いられている。
- 劇伴では、悲しい場面に明るい曲を流す事によって逆に悲しさを強調する技法である「映像と音楽の対位法」が『新世紀エヴァンゲリオン』（第22話では、アスカが使徒から精神攻撃を受ける際、ヘンデル作曲の「ハレルヤ・コーラス」が背景音楽として流れる）では演出として用いられている[26]。
- 実写作品を制作する際には、「被写体をどう撮るか」「欲しい絵は何か」という違いでカメラを変えている。構図を重視し、絵画的な美しさを求めて、緊張感が出て迫力のあるシーンを撮る場合は35ミリフィルム・アナモルフィックレンズを選び、撮れる範囲を広げつつ、取り扱い・小回りを重視し、色を明快に出し、リラックスしたシーンを撮る場合はデジタルビデオカメラを選ぶ[27]。『シン・ゴジラ』以降は、iPhoneを撮影に用いることもある[28][1]。
- 『シン・ゴジラ』に出演した長谷川博己は、庵野は無口だが現場では常に何かを考えていたといい、同じシーンを何度も撮ったり、カメラを何台も使用したりするなど、画作りにこだわっていたと証言している[28]。同作品などに出演した竹野内豊は、庵野の考えは奥が深すぎて精神が壊れていてもおかしくないと評しており、撮影現場で庵野がゲームをしていることもあったがそれは単に遊んでいるのではなくそういった気分転換をすることで自身を調整しているように見えたと語っている[28]。
- 後藤雅巳、村木靖と共に「板野サーカス」と呼ばれる作画技術の完全会得者の一人とされる[29]。

作風については#来歴の項目も参照のこと。

### アニメ・特撮マニア
- 宇宙作家クラブ会員。

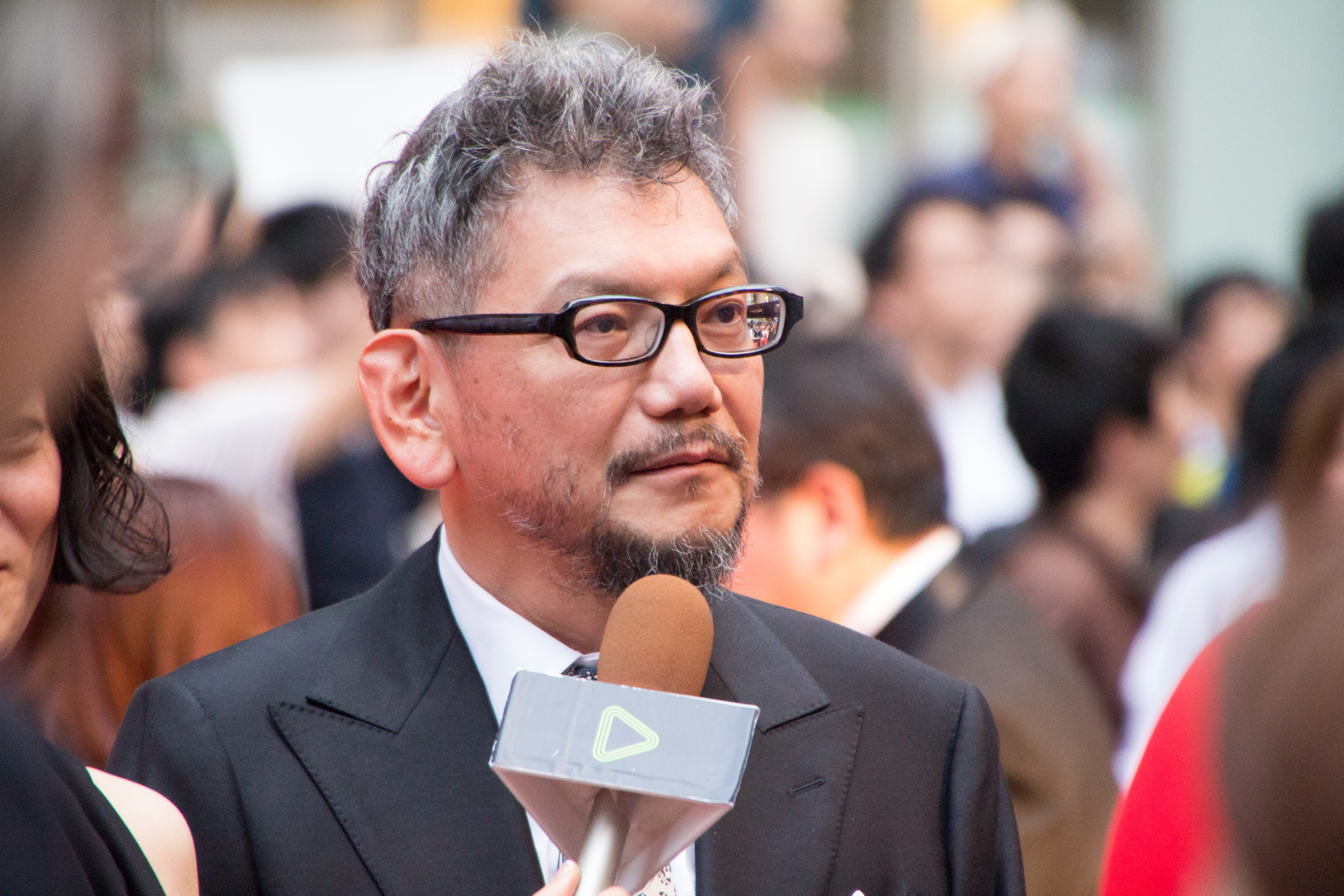
2016年7月25日、東京都新宿区での「シン・ゴジラワールドプレミアレッドカーペットイベント」にて

- 観る側でもアニメや特撮物のマニアであり、特に、中学生ごろに出会った『宇宙戦艦ヤマト』や幼少時代に出会った『ウルトラマン』には非常に影響を受け[30]、特に宇宙戦艦ヤマトは原作者の西崎義展との対談でも自身の人生を変えた作品であることを語っている[31][32]。樋口真嗣によれば、庵野はヒーローやロボットを好んでおり、尻尾のある怪獣は好んでいないと証言している[33]。
- 『機動戦士ガンダム 逆襲のシャア』の『逆襲のシャア友の会』なる同人誌を出版。ゆうきまさみ、出渕裕、美樹本晴彦、北爪宏幸、幾原邦彦、鈴木敏夫などのメンバーが参加しており、自身と押井守、富野由悠季らとの対談が収録されている[34]。
- 『機動戦士Vガンダム』は当時、自身はハマっていたが、周囲では評判が芳しくなかったため、アニメ誌での特集を働きかけたり、ガイナックスで原画を手伝ったこと、同時に「自分にとって本作が最後の富野作品」と話している[35]。
- 2013年に発売された、初代ガンダムのキャラクターデザインおよび作画監督を務めた安彦良和の特集本の責任編集を手掛け、同書では安彦、同作で原画を担当した板野一郎と庵野による師弟&孫弟子の鼎談が収録された[36] 。
- 特撮作品では「ウルトラシリーズ」の大ファンで、特に『帰ってきたウルトラマン』に熱中したといい、大学時代には『ウルトラマン』の8ミリ映画を自主制作している。なお、高校時代に8ミリフィルムのカメラを購入している[30]。DAICON FILMで1983年（昭和58年）に製作した『帰ってきたウルトラマン マットアロー1号発進命令』では、総監督と顔出しのウルトラマン役で自ら出演（主演）した。なお、この作品は後年、円谷プロの許諾を得て、ガイナックスから期間および通販限定のDVDソフトとして発売された。また、ゼネラルプロダクツから販売された「帰ってきたウルトラマンTシャツ」用の素材イラストも手掛けている。また、自身の作品への影響として、"首都"東京に定期的に怪獣が出没し、それを迎撃するための組織があり、巨大ヒーローは数分間しかフル活動できないというウルトラシリーズの特徴的だった設定と展開が、そのまま『新世紀エヴァンゲリオン』に受け継がれている。
- 庵野と同じく『帰ってきたウルトラマン』のファンである小谷野敦によれば、『帰ってきたウルトラマン』のメインキャストである西田健を偶然、バーで見かけて、感動し涙を流したという[37]。町山智浩は『新世紀エヴァンゲリオン』や『シン・ゴジラ』に『帰ってきたウルトラマン』の強い影響、とりわけ第5・6話の影響を指摘した[38]
- コロタン文庫『ゴジラ怪獣全百科』の巻末に自ら描いたメーサー殺獣光線車などのイラストつきエッセイを掲載している。
- ゴジラシリーズでは『ゴジラ』（1984年版）を好きな作品に挙げており、自身の子供の部分ではスーパーXを、大人の部分では「総理の決断」を好み、自作品『シン・ゴジラ』もその作風に影響を受けている[1]。
- 物語としては登場人物の主観的なドラマが少なく、粛々と変化する状況を客観的に描いた作品を好んでおり、具体的な作品として『太平洋奇跡の作戦 キスカ』（1965年）、『日本のいちばん長い日』（1967年）、『激動の昭和史 沖縄決戦』（1971年）、『日本沈没』（1973年）、『八甲田山』（1977年）、『サンダーバード』第1話、『宇宙戦艦ヤマト』第2話・第7話・第22話などを挙げている[1]。特に怪獣映画では怪獣が主役であるため人間側はその対処を描くだけで十分だと考えており、自作品『シン・ゴジラ』も同様の作風で制作したが、東宝側から理解を得られず苦労した旨を語っている[1]。一方で、『ウルトラマン』や『仮面ライダー』などヒーローを主役とした作品では、超人と人間の間の存在である主人公の内面を描いたほうが面白いとも述べている[1]。
- 東京都現代美術館で2012年7月10日より開催された展覧会「館長 庵野秀明特撮博物館 ミニチュアで見る昭和平成の技」のプロデュースを担当し、会場で上映された短編特撮映画『巨神兵東京に現わる』の脚本などを手がけた。
- 東映特撮ファンクラブ（TTFC）の会員である事を『シン・仮面ライダー対庵野秀明展』合同記者会見にて明かす。ニチアサではリアタイできないため、こちらで近年の作品をチェックしているとのこと[39]。
- 他にも時代劇『大江戸捜査網』のファンでもあり、『新世紀エヴァンゲリオン』が同じテレビ東京系列で放送されていたことから、知り合いの関係者に『大江戸捜査網』のソフト化を働きかけることも多かったという[40]。

## 略歴
- 1960年（昭和35年） - 5月22日、山口県宇部市生まれ。
- 1980年（昭和55年） - 大阪芸術大学芸術学部映像計画学科入学。
- 1983年（昭和58年） - 大阪芸術大学を中退。『風の谷のナウシカ』の原画に採用され上京。
- 1984年（昭和59年） - 株式会社ガイナックスの設立に参加。
- 1988年（昭和63年） - 『トップをねらえ!』でアニメ初監督[1]。
- 1997年（平成09年） - 『新世紀エヴァンゲリオン』で第18回日本SF大賞を受賞。
- 1998年（平成10年） - 映画『ラブ&ポップ』で実写初監督。
- 1999年（平成11年） - 小惑星『庵野秀明』が命名される。
- 2002年（平成14年） - 漫画家安野モヨコと結婚。明治神宮で挙式を執り行う。
- 2006年（平成18年） - アニメ会社株式会社カラー、制作スタジオ・スタジオカラーを設立[1]。
- 2007年（平成19年） - ヱヴァンゲリヲン新劇場版シリーズの第1作として『ヱヴァンゲリヲン新劇場版:序』を発表。同年、株式会社ガイナックスを退社。
- 2009年（平成21年） - ヱヴァンゲリヲン新劇場版シリーズ第2作『ヱヴァンゲリヲン新劇場版:破』を全国主要映画館にて公開。
- 2011年（平成23年） - 映画『監督失格』のプロデュースに関わる。
- 2012年（平成24年） - ヱヴァンゲリヲン新劇場版シリーズ第3作『ヱヴァンゲリヲン新劇場版:Q』を全国主要映画館にて公開。
- 2013年（平成25年） - 『風立ちぬ』で初声優[注釈 2]・初主演。
- 2015年（平成27年） - 背景美術会社株式会社でほぎゃらりー設立、取締役就任。
- 2016年（平成28年） - 映画『シン・ゴジラ』を全国主要映画館にて公開。総監督を務める。
- 2017年（平成29年） - 『シン・ゴジラ』が第40回日本アカデミー賞最優秀作品賞を受賞。同作で監督を務めた樋口真嗣とともに最優秀監督賞を受賞。また、「平成28年度（第67回）芸術選奨映画部門 文部科学大臣賞」も受賞している[42]。また同作で第37回日本SF大賞・特別賞を受賞。
- 2017年（平成29年） - スタジオカラー・ドワンゴ・麻生塾の三社で福岡に設立したアニメ制作会社株式会社プロジェクトスタジオQの取締役創作管理統括に就任。
- 2017年（平成29年） - NPO法人『アニメ特撮アーカイブ機構』を設立し、代表を務める[20][43]。
- 2018年（平成30年） - スタジオカラー・ドワンゴの二社で設立した株式会社バカー（βακα）の取締役に就任[44]。
- 2018年（平成30年） - スタジオカラー・ドワンゴ・KADOKAWA・インクストゥエンター・アソビシステムホールディングスでVTuberを起用したモーションキャプチャアニメの制作、およびVTuberの開発・マネジメント・プロデュースなどの事業を展開する合弁会社としてリドを12月14日に設立。
- 2021年（令和03年） - ヱヴァンゲリヲン新劇場版シリーズ第4作『シン・エヴァンゲリオン劇場版』を全国主要映画館にて公開。
- 2022年（令和04年） - 紫綬褒章を受章。

## 監督作品

### テレビアニメ（監督作品）
- ふしぎの海のナディア[45][1]（1990年 - 1991年）総監督、脚本（ノンクレジット）、絵コンテ（1話、9話）、作画監督（34話、37話）
- 新世紀エヴァンゲリオン（1995年 - 1996年）[1]監督、企画、原作、メカニックデザイン、脚本（1話 - 3話、5話 - 26話）、絵コンテ（OP、1話、2話、7話、10話、14話、20話、23話 - 26話）、原画（2話、20話、26話）
- 彼氏彼女の事情（1998年 - 1999年）監督、音響監督、脚本（1話 - 18話、20話 - 23話、26話）、絵コンテ（OP、26話）、構成（14話）、劇メーター（19話）

### 長編アニメ映画
- 新世紀エヴァンゲリオン劇場版 シト新生（1997年）原作、総監督、脚本、メカニックデザイン、作画監督（「DEATH」編）、原画
  - 新世紀エヴァンゲリオン劇場版 Air/まごころを、君に（1997年）企画、原作、総監督、監督（26話）、脚本、メカニックデザイン、絵コンテ（26話）、演出（26話）、作画監督（26話）、設定デザイン、原画（25話、26話）
- ヱヴァンゲリヲン新劇場版シリーズ（2007年 - 2021年）
  - ヱヴァンゲリヲン新劇場版:序（2007年）原作、総監督[1]、脚本、音響監督、画コンテ、デザインワークス、原画
  - ヱヴァンゲリヲン新劇場版:破（2009年）企画、原作、エグゼクティブ・プロデューサー、総監督[1]、脚本、画コンテ、デザインワークス、原画
  - ヱヴァンゲリヲン新劇場版:Q（2012年）企画、原作、エグゼクティブ・プロデューサー、総監督[1]、脚本、画コンテ、イメージボード、デザインワークス、原画
  - シン・エヴァンゲリオン劇場版（2021年）企画、原作、エグゼクティブ・プロデューサー、総監督、脚本、画コンテ、原画、宣伝

### OVA（監督作品）
- トップをねらえ!（1988年 - 1989年）監督[1]、脚本（5話、6話）、画コンテ（1話 - 6話）、設定（5話、6話）、原画（5話、6話）
- Re:キューティーハニー（2004年）総監督、演出（3話）、原画（オープニング、3話）

### 実写映画（監督作品）
- ラブ&ポップ（1998年）監督[1]、Self Cam
- 式日（2000年）監督[1]、脚本
- キューティーハニー（2004年）監督[1]、脚本、挿入歌作詞
- シン・ゴジラ（2016年）総監督、脚本、編集、音響設計、ゴジラコンセプトデザイン、画像設計、画コンテ、プリヴィズ企画・監督、予告篇演出[46][2]、D班監督・撮影・録音、宣伝監修・ポスター/チラシデザイン[1]
  - シン・ゴジラ：オルソ（2023年）上記作品のモノクロ版 - 企画[47]
- シン・仮面ライダー（2023年）監督、脚本、特撮班准監督、コンセプトデザイン、撮影、タイトルロゴデザイン、光学作画、モーションアクター、総宣伝監修、予告編演出・ポスターデザイン

### その他監督作品
- 夢幻戦士ヴァリス（1987年）ファミリーコンピュータ版プロモーション映像 監督・絵コンテ
- GAMERA1999（OV、1999年）総監督、撮影
  - GAMERA1999＋（OV、1999年）総監督、撮影
- ヤヌス(二面性)（テレビ番組「24人の加藤あい」第17・18回「Q」、2001年）監督
- 流星課長 ショートフィルムマガジン『Grasshoppa! VOL.3』収録（OV、2002年）監督・脚本
- 空想の機械達の中の破壊の発明（短編アニメ映像、2002年）原作、監督、脚本
- 日本アニメ（ーター）見本市（Webアニメ、2014年 - ）企画立案[1]ほか
- PV監督
  - 松たか子「コイシイヒト」（MV&15秒スポット、2001年）監督
  - 「オープニング（スタジオカラーver.）」（2014年）監督・絵コンテ・作画
  - 宇多田ヒカル「One Last Kiss」（MV、2021年）監督・編集

## 参加作品

### 劇場アニメ
- 風の谷のナウシカ（1984年）原画（巨神兵）[1]
- 超時空要塞マクロス 愛・おぼえていますか（1984年）原画
- うる星やつら3 リメンバー・マイ・ラブ（1985年）原画
- 王立宇宙軍 オネアミスの翼（1987年）作画監督、スペシャルエフェクトアーティスト[1]、原画
- ウルトラマンUSA（1987年）作画監督補佐、原画
- 機動戦士ガンダム 逆襲のシャア（1988年）メカニカルデザイン（ガイナックス名義）
- 火垂るの墓（1988年）原画
- 劇場版 美少女戦士セーラームーンR（1993年）原画
- MACROSS PLUS MOVIE EDITION（1995年）原画
- スカイ・クロラ The Sky Crawlers（2008年）スペシャルサンクス、PV演出
- 宇宙戦艦ヤマト2199 星巡る方舟（2014年）原画
- 機動戦士Gundam GQuuuuuuX -Beginning-（2025年）- 脚本、デザインワークス、画コンテ、原画 ※劇場先行版

### テレビアニメ（参加作品）
- 超時空要塞マクロス（1982年 - 1983年）原画（2話、9話、18話、24話、27話、28話）、動画（18話）
- うる星やつら（1981年 - 1986年）原画（133話、156話）
- 魔法のスターマジカルエミ（1985年 - 1986年）原画（1話）
- ついでにとんちんかん（1987年 - 1988年）OP3原画
- 美少女戦士セーラームーンS（1994年 - 1995年）原画（103話）、ウラヌス&ネプチューン変身バンク演出
- 機動武闘伝Gガンダム（1994年 - 1995年）OP1絵コンテ
- おるちゅばんエビちゅ（1999年）企画
- まほろまてぃっく（2001年）OP絵コンテ
  - まほろまてぃっく〜もっと美しいもの〜（2002年 - 2003年）OP絵コンテ
- アベノ橋魔法☆商店街（2002年）絵コンテ（13話）、メカニカル作画監督（13話）、原画（12話）、声
- シュガシュガルーン（2005年 - 2006年）絵コンテ・演出（オープニング1、エンディング1、エンディング2）
- 宇宙戦艦ヤマト2199（2013年）オープニング絵コンテ
- 龍の歯医者（2017年）音響監督、制作統括
- バーチャルさんはみている（2019年）アイデア協力
- 機動戦士Gundam GQuuuuuuX（2025年）脚本、デザインワークス、画コンテ、原画[48]

### OVA（参加作品）
- BIRTH（1984年）原画
- くりいむレモン PART.2 エスカレーション 今夜はハードコア（1984年）原画（あんのひであき名義）
  - くりいむレモン PART.4 POPCHASER（1984年）原画（あんのひであき名義）
- 天使のたまご（1985年）原画
- メガゾーン23（1985年）原画
- 禁断の黙示録 クリスタル・トライアングル（1987年）原画
- 真魔神伝 バトルロイヤルハイスクール（1987年）作画監督補佐、原画
- メタルスキンパニック MADOX-01（1988年）原画
- アップルシード（1988年）メカニックスーパーバイザー
- バオー来訪者（1989年）原画
- 江口寿史のなんとかなるでショ!（1990年）原画
- 炎の転校生（1991年）熱烈友情演出（特報）
- 装甲巨神Zナイト（1991年）原画
- ジャイアントロボ THE ANIMATION -地球が静止する日（1992年 - 1998年）スペシャル・ゲストキー・アニメーター（1話 - 6話）、アバンタイトル原画
- 帝都物語 菩薩篇（1992年）原画
- 紅狼（1993年）原画
- MACROSS PLUS（1994年 - 1995年）原画（1話）
- フリクリ（2001年 - 2002年）監修、原画（2話、5話）、友情メカニック作画監督（4話）、声優
- サブマリン707R（2003年 - 2004年）オープニング演出、原画
- トップをねらえ2!（2004年 - 2006年）監修、絵コンテ（4話、6話）、原画（2話）、第二原画（6話）
- 機動警察パトレイバーREBOOT（2016年）企画、エグゼクティブプロデューサー
- EVANGELION:3.0(-46h)（2023年）- 総監修・企画・原作・メカニックデザイン・エグゼクティブプロデューサー

### 自主制作作品（DAICON FILM作品）
- DAICON III OPENING ANIMATION（1981年）原画
- 愛國戰隊大日本（1982年）メカニックデザイン、モンスターデザイン、ナレーション、光学
- 帰ってきたウルトラマン マットアロー1号発進命令（1983年）総監督、光学、主演
- DAICON IV OPENING ANIMATION（1983年）作画監督、原画
- 八岐之大蛇の逆襲（1984年）レポーター役

### 実写映画（参加作品）
- ローレライ（2005年）画コンテ（CGパート）
- 亡国のイージス（2005年）絵コンテ（特撮パート）
- 日本沈没（2006年）メカデザイン
- ストリングス〜愛と絆の旅路（2007年）監督（日本語版）※人形劇映画
- 監督失格（2011年）プロデューサー
- 巨神兵東京に現わる（2012年）製作、脚本、光学作画、企画
- シン・ウルトラマン（2022年）製作、企画[49]、脚本、編集[50]、コンセプトデザイン、撮影、画コンテ、タイトルロゴデザイン、モーションアクションアクター、ティザーポスター・ティザーチラシ表面デザイン、総宣伝監修、選曲、総監修
- 新幹線大爆破（2025年）プロップデザイン[51]

### その他の参加作品
- 王立宇宙軍 パイロットフィルム（1985年）作画監督
- ザ・コンプリート・サンダーバード（ダイジェスト版、1985年）構成・編集
  - シン・コンプリート・サンダーバード（HDリマスター版、2021年）監修
- ビクターハイパーロボットコンポ（CM、1987年）絵コンテ、原画
- 龍騎兵団ダンザルブ（ゲーム、1993年）キャラクター・メカニック・モンスターデザイン
- 新・トップをねらえ!科学講座（特典映像、1994年）プロデューサー、脚本、音響
- シズラープロジェクト（特典映像、2001年）原画
- アニメ店長（PV、2002年）友情監督
- SH-06A NERV（スマートフォン、2009年）デザイン
- 矢野顕子プロモーションビデオ「しあわせなバカタレ」（PV、2011年）プロデューサー
- コンテンツビジネス最前線 ジャパコンTV（PV、2012年）OP原画
- 安堂ロイド〜A.I. knows LOVE?〜（実写テレビドラマ、2013年）コンセプト・設定協力
- Peaceful Times(F02)petit film（PV、2013年）監修
- 日本アニメ（ーター）見本市（Webアニメ、2014年 - 2016年）
  - 企画立案・エグゼクティブプロデューサー・「（ーター）くん」キャラクターデザイン
  - 安彦良和・板野一郎 原撮集（2015年）構成・編集
  - until You come to me.（2015年）原作・レイアウト（共同）
  - evangelion:Another Impact（Confidential）（2015年）原作
  - おばけちゃん（2015年）原画協力・特技監修
  - ザ・ウルトラマン（2015年）エグゼクティブプロデューサー
- シン・ゴジラ対エヴァンゲリオン交響楽（オーケストラコンサート、2017年）エグゼクティブ・プロデューサー
- 準天頂衛星システム「みちびき」2 - 4号機ミッションロゴ（2017年）監修

### その他の自主制作作品
- 閉じた部屋の中で（1977年）
- ナカムライダー（1978年）
- UBEKOSEI（1978年）
- 宇部高美術部作品集（1978年）
- 反戦（1978年）
- ことわざ辞典 へたな鉄砲も数うちゃあたる!（1979年）
- みず（1980年）
- バス停にて…（1980年）
- じょうぶなタイヤ!SHADOタイヤ（1980年）
- 空中換装（1980年）
- ザク（1980年）
- レーゾー庫を開けたら戦車がとび出した!!（1980年）
- ウルトラマン（1980年）
- ウルトラマンDX（1981年）
- TEA TINE（1981年）
- パワードスーツ!装甲強化服（1981年）

## 著書・監修本

### 書籍
- 大泉実成 編『庵野秀明スキゾ・エヴァンゲリオン』太田出版〈¥800本 9〉、1997年3月。ISBN 9784872333152。
  - 竹熊健太郎 編『庵野秀明パラノ・エヴァンゲリオン』太田出版〈¥800本 10〉、1997年3月。ISBN 9784872333169。
- 『The end of evangelion 僕という記号』幻冬舎、1997年8月。ISBN 9784877281717。
- 薩川昭夫、庵野秀明『シナリオ ラブ&ポップ』幻冬舎〈幻冬舎文庫〉、1998年2月。ISBN 9784877285647。
- 庵野秀明、岩井俊二『マジック・ランチャー』デジタルハリウッド出版局〈Making of actual-media〉、1998年6月。ISBN 9784925140003。
- 『庵野秀明のフタリシバイ ―孤掌鳴難―』徳間書店スタジオジブリ事業本部、2001年7月。ISBN 9784198613754。
- 『ジ・アート・オブ シン・ゴジラ』企画・責任編集 庵野秀明、企画・編集・発行：カラー 販売：グラウンドワークス、2016年12月30日。ISBN 978-4-905033-08-0。
- 『夢のかけら』 東宝特撮映画篇、原口智生修復、加藤文哉撮影、庵野秀明総監修、樋口真嗣・西村祐次共同監修、東宝株式会社監修、ホビージャパン、2021年3月。ISBN 9784798624471。
  - 『夢のかけら』 円谷プロダクション篇、原口智生修復、加藤文哉撮影、庵野秀明総監修、樋口真嗣・西村祐次共同監修、円谷プロダクション監修、ホビージャパン、2021年8月。ISBN 9784798625232。

### シナリオ集
- 『Evangelion original』 1巻、富士見書房、1996年7月。ISBN 9784829173213。
  - 『Evangelion original』 2巻、富士見書房、1996年10月。ISBN 9784829173220。
  - 『Evangelion original』 3巻、富士見書房、1996年11月。ISBN 9784829173237。

### 原画集
- 「新世紀エヴァンゲリオン原画集」編集部 編『新世紀エヴァンゲリオン原画集』 第1巻、庵野秀明監修、ガイナックス、2000年10月。ISBN 9784903713007。
  - 「新世紀エヴァンゲリオン原画集」編集部 編『新世紀エヴァンゲリオン原画集』 第2巻、庵野秀明監修、ガイナックス、2000年12月。ISBN 9784903713014。
  - 「新世紀エヴァンゲリオン原画集」編集部 編『新世紀エヴァンゲリオン原画集』 第3巻、庵野秀明監修、ガイナックス、2001年3月。ISBN 9784903713021。
- 「新世紀エヴァンゲリオン劇場版原画集」編集部 編『新世紀エヴァンゲリオン劇場版原画集』 上巻、庵野秀明監修、ガイナックス、2001年10月。ISBN 9784903713045。
  - 「新世紀エヴァンゲリオン劇場版原画集」編集部 編『新世紀エヴァンゲリオン劇場版原画集』 下巻、庵野秀明監修、ガイナックス、2002年1月。ISBN 9784903713052。
- 『新世紀エヴァンゲリオン画集 DIE STERNE』庵野秀明総監修、角川書店、2003年7月。ISBN 9784048536523。
- 「ふしぎの海のナディアアニメーション原画集」編集部 編『ふしぎの海のナディアアニメーション原画集 return of Nadia』庵野秀明監修、ガイナックス、2004年12月。ISBN 9784903713090。
- 安彦良和『安彦良和アニメーション原画集「機動戦士ガンダム」』サンライズ監修、庵野秀明責任編集、氷川竜介構成・編集、角川書店、2013年5月。ISBN 9784041100899。
- 「新世紀エヴァンゲリオン原画集ダイジェスト」編集部 編『新世紀エヴァンゲリオン原画集ダイジェスト』庵野秀明監修、カラー許諾・監修、グラウンドワークス、2021年1月。ISBN 9784909466020。
- 「新世紀エヴァンゲリオン劇場版原画集ダイジェスト」編集部 編『新世紀エヴァンゲリオン劇場版原画集ダイジェスト』庵野秀明監修、カラー許諾・監修、グラウンドワークス、2021年4月。ISBN 9784909466037。

## 出演

### 映画・オリジナルビデオ
- ドラゴンクエスト ファンタジア・ビデオ（1988年） - 竜王 役 ※制作スタッフとしてエフェクトアニメ演出も担当
- あぶない刑事フォーエヴァーTHE MOVIE（1998年、成田裕介監督） - 怪しい男 役
- FROG RIVER（2001年、伊志嶺一監督作品、「Grasshoppa!」の全4話） - Bar「ほら貝」のマスター（世界制覇） 役
- 茶の味（2003年、石井克人監督作品） - 監督 役
- 恋の門（2004年、松尾スズキ監督作品） - 旅館経営者夫婦（妻役は安野モヨコ） 役 ※劇中アニメ『不可思議実験体ギバレンガー』メカニックデザイン・演出も担当
- ナイスの森〜The First Contact〜（2006年、石井克人、三木俊一郎、ANIKI監督作品） - 原画マン ハスダ 役
- 日本沈没（2006年） - 山城教授の娘婿 役 ※制作スタッフとしてメカデザインも担当
- キャッチボール屋（2006年、大崎章 第1回監督作品） - 先代キャッチボール屋 役
- さくらん（2007年、原作・安野モヨコ 蜷川実花監督作品） - 玉菊屋の客 役
- クワイエットルームにようこそ（2007年、松尾スズキ監督作品） - 松原医師 役
- デスカッパ（2010年） - 友情出演
- ホームカミング（2011年、飯島敏宏監督作品） - 友情出演
- 夢と狂気の王国（2013年、砂田麻美監督作品）
- シン・ゴジラ（2016年、庵野秀明総監督、樋口真嗣監督・特技監督作品） - 京急バスの運転手 役[52]
- 星くず兄弟の新たな伝説（2018年、手塚眞監督作品） - 酒場でポーカーをする客 役[53] ※山本政志、犬童一心、吉村元希らと出演
- ラストレター（2020年、岩井俊二監督作品） - 岸辺野宗二郎 役[54]
- 映画 イチケイのカラス（2023年、田中亮監督作品） - 裁判官 役[55]

#### 劇場アニメ
- 風立ちぬ（2013年、宮崎駿監督作品） - 主演・堀越二郎 役

### テレビドラマ
- トゥルーラブ（2006年、フジテレビP&Gパンテーンドラマスペシャル） - 西村圭介 役
- MM9 第6話（2010年8月11日、MBS） - 通行人 役

### テレビ番組
- NEO HYPER KIDS「庵野秀明の世界 〜秘蔵映像一挙公開〜」（1996年11月19日、日本テレビ）
- 未来潮流〜映画監督・河瀬直美の「リアル」を探して（1997年7月26日放送、NHK教育）
- text:庵野秀明 「エヴァンゲリオン」そして「ラブ＆ポップ」（1998年、WOWOW）
- 課外授業 ようこそ先輩「出会いをアニメで記憶しよう」（1999年10月24日放送、NHK総合）
- 24人の加藤あい 第17・18回「Q」（2001年7月25日・8月1日、TBS）
- ザ・ロングインタビュー（2001年、BSフジ）
- トップランナー（2004年5月9日放送、NHK教育）
- 岩井俊二のMOVIEラボ（2015年1月8日・同15日放送、NHK-E）
- 庵野さんと僕らの向こう見ずな挑戦 日本アニメ（ーター）見本市（2015年11月8日放送、NHK BSプレミアム）
- プロフェッショナル 仕事の流儀 庵野秀明スペシャル（2021年3月22日放送、NHK総合）
- BS1スペシャル「さようなら全てのエヴァンゲリオン〜庵野秀明の1214日〜」（2021年4月29日、NHK BS1）[56]
- ドキュメント「シン・仮面ライダー 〜ヒーローアクション挑戦の舞台裏〜」（2023年3月31日、NHK BSP）[57]

### CM
- 日産自動車 Touch Your NISSAN キャンペーン（2005年）
- KDDI/沖縄セルラー電話 au loves ジブリキャンペーン「ジブリの森」篇・「風立ちぬ」篇（2013年）
- 本田技研工業 「Go, Vantage Point.」（2017年）
- サッポロビール サッポロ生ビール黒ラベル（2018年）

### その他の出演
- ナディアおまけ劇場（1991年）監督、脚本、出演
- NEON GENESIS EVANGELION ADDITION『終局の続き（仮題）』（脚本、演出、出演）
- JMSDF FLEET POWERS（出演、映像監修）
- 「V&Rの歴史」シリーズ - コメンテーター。

## 受賞歴
星雲賞
- 第21回1990年度メディア部門（『トップをねらえ!』）
- 第48回2017年度メディア部門（『シン・ゴジラ』）
- 第53回2022年度自由部門（『ヱヴァンゲリヲン新劇場版シリーズの完結』 受賞対象者：庵野秀明』）

日本SF大賞
- 第18回（『新世紀エヴァンゲリオン』）
- 第37回特別賞（『シン・ゴジラ』）

アニメーション神戸
- 96'（第1回アニメーション神戸）個人賞（『新世紀エヴァンゲリオン』）

東京アニメアワード
- 2008年 個人部門・監督賞（『ヱヴァンゲリヲン新劇場版:序』）
- 2014年 個人部門・声優賞（『風立ちぬ』）
- 2022年 個人賞・原作・脚本部門、監督・演出部門：庵野秀明（『シン・エヴァンゲリオン劇場版』）

ヨコハマ映画祭
- 第20回 新人監督賞（『ラブ&ポップ』）
- 第38回 特別大賞（『シン・ゴジラ』）

日本アカデミー賞
- 第21回話題賞・作品部門（『新世紀エヴァンゲリオン劇場版 Air/まごころを、君に』）
- 第31回優秀アニメーション作品賞（『ヱヴァンゲリヲン新劇場版:序』）
- 第33回優秀アニメーション作品賞（『ヱヴァンゲリヲン新劇場版:破』）
- 第36回優秀アニメーション作品賞（『ヱヴァンゲリヲン新劇場版:Q』）
- 第40回最優秀作品賞・最優秀監督賞・最優秀編集賞（『シン・ゴジラ』）
- 第45回最優秀アニメーション作品賞・話題賞・作品部門（『シン・エヴァンゲリオン劇場版』）
- 第46回優秀編集賞（『シン・ウルトラマン』）

毎日映画コンクール
- 第71回 日本映画大賞（『シン・ゴジラ』）

東京国際映画祭
- 第13回東京国際映画祭 最優秀芸術貢献賞（『式日』）

日本映画プロフェッショナル大賞
- 第21回 作品賞（『監督失格』）

日本映画批評家大賞
- 第22回 アニメーション監督賞（『ヱヴァンゲリヲン新劇場版:Q』）
- 第31回 アニメーション監督賞（『シン・エヴァンゲリオン劇場版』）

ブルーリボン賞
- 第59回 作品賞（『シン・ゴジラ』）

東京スポーツ映画大賞
- 第26回監督賞（『シン・ゴジラ』）

キネマ旬報ベスト・テン
- 第90回 脚本賞（『シン・ゴジラ』）

芸術選奨
- 第67回映画部門文部科学大臣賞（『シン・ゴジラ』）

文化庁メディア芸術祭
- 第20回エンターテインメント部門大賞（『シン・ゴジラ』）

文化庁メディア芸術祭アニメーション部門
- 第1回優秀賞（『新世紀エヴァンゲリオン』）
- 第17回優秀賞（『ヱヴァンゲリヲン新劇場版:Q』）

クレルモンフェラン国際短編映画祭
- 第25回デジタルコンフェディション部門Canal+賞「流星課長」（庵野秀明）

SPACE SHOWER MUSIC AWARDS2022
- BEST CONCEPTUAL VIDEO ： 宇多田ヒカル「One Last Kiss」（監督：庵野秀明）

神奈川文化賞
- 第70回（庵野秀明）

紫綬褒章
- 2022年4月

## その他・逸話
- 宮崎駿を創作の師匠と仰いでおり[119]、アニメージュ誌に連載されていた『風の谷のナウシカ』の漫画についても「宮さんはナウシカを俺のために描いてくれている」と周囲に漏らすほどの傾倒ぶりであった[要出典]。宮崎本人は弟子と言及していないが、庵野は「言ったもん勝ち」としている[120]。
- 宮崎には反発した時期もあり、庵野が宮崎監督作品を「つまらない映画」と評したこともあった。しかし『新世紀エヴァンゲリオン』放送終了後、庵野が危ないという噂を聞いた宮崎は電話をかけ「作れるようになるまで休めばいい」「あれだけのものを作ったんだから、人も金も集まってくる」と庵野を励まし、庵野は宮崎の言葉にかなり助けられたという[121]。
- 1984年（昭和59年）に、原画として参加した『風の谷のナウシカ』で、後に作中の登場人物クシャナを主人公にした外伝を作りたいと申し出るが、宮崎駿は庵野の企画を戦争ごっこをやりたいだけなのだとし、くだらない最低のものになるのが決まっているからと却下している[122]。『ナウシカ』の漫画作品の連載がクライマックスを迎えたころには、映画会社内で続編の企画が存在したが、宮崎の意向により、制作は行われず企画は立ち消えとなった[123]。しかし、2013年に「僕は続編をやる気はない。でも庵野がやりたいやりたいと言うから、やるならやっても良いと思うようになっていってます」と発言[124]。鈴木敏夫によると、2016年時点では既に宮崎本人から続編を手がける許可を得ているものの、庵野自身がなかなか動かずにいるという[125]。
- 1988年（昭和63年）に公開された『火垂るの墓』で原画を担当し、神戸港での観艦式（清太の回想）の場面での軍艦（高雄型重巡洋艦「摩耶」）を、出来るだけ史実に則って描写することを求められ、舷窓の数やラッタルの段数まで正確に描いた。もっとも完成した映画では（樋口真嗣の妻、高屋法子の手によって）すべて影として塗り潰され、庵野の努力は徒労に終わったという。
- 「アニメージュ」1997年1月号で最も多く観た映画として『激動の昭和史/沖縄決戦』（岡本喜八監督）を挙げており、「一番好きな監督はだれかと言われたら、考える間もなく「岡本喜八」と言ってしまうんですけど」と述べている[126]。
- 1999年（平成11年）、海上自衛隊のドキュメントビデオである『JMSDF FLEET POWERS』に出演し、同作品の映像監修も務めた。
- 極端な偏食家であり、肉と魚は一切食べられない。自ら動く生物は食べられないという（ジブリ汗まみれ、Vol.119）。その一方で、菜食主義者かというとそうでもなく、知らないものに対する警戒心が強いがゆえに食べられるものが少なく（妻の安野モヨコによれば、例えば食べる必要のなかったズッキーニを食べられるようにするのに苦労したという）、油断するとスナック菓子ばかり食べているという[127]。竹野内豊は、『シン・ゴジラ』の撮影現場で庵野はワンカットごとに菓子をつまんでいたと証言している[28]。
- 安野モヨコの著作『監督不行届』によると、伊藤理佐の漫画『おるちゅばんエビちゅ』のエビちゅの真似をして「〜でちゅう」言葉を日常会話で使っていた時期があったという。また、『日本沈没』で丹波哲郎が演じた山本総理のマネは得意。
- 1970年前後生まれのアニメ監督に、庵野を尊敬している人物が多く、水島精二、山本寛、高村和宏、京田知己などは各所のインタビューで度々その旨を語っている[要文献特定詳細情報]。
- 若いころは大の風呂嫌いであり、長い時は1年間風呂に入らなかったという。庵野曰く「風呂に入らなくても死なない。死なないことを毎日、習慣でする奴は時間が余ってるからだ。オレにはやることがあるので、余ってる時間などない。ゆえに風呂になど入らない」「頭皮は1ヶ月で痒くなくなる」「（数ヶ月に1度、風呂に入った時は）身体を洗ったお湯が灰色になった」とのこと[128][129]。しかし『監督不行届』によれば、結婚生活の中で妻から改善を促され、現在は定期的に入るようになった。
- ハリウッド俳優・コメディアンのロビン・ウィリアムズはエヴァンゲリオン好きだと言われており、自身が主演した『ストーカー』でエヴァンゲリオンのフィギュアを登場させている。なお、ウィリアムズがファンだったということを氏の死後まで知らなかったという。[15]
- 2024年7月31日、左脚を複雑骨折して入院[130]。8月11日に兵庫県立美術館で開催が予定されていた安彦良和との対談企画が中止となった[130]。8月3日、妻の安野モヨコが庵野の怪我の詳細を説明したが、骨折の理由については非公開とされた[131]。10月6日、『「宇宙戦艦ヤマト」50周年記念上映』に司会として登壇。入院を公表して以降初めて公の場に登場した[132]。11月15日に出席したイベントでは、骨折箇所にボルトが11本入っていることを明かした[133]。

## 庵野秀明をモデルとしたキャラクター
- 監督不行届 （安野モヨコ作、祥伝社）
  - 庵野をモデルとしたキャラクター「カントクくん」が登場。アニメ版の声優は山寺宏一。
- 式日（庵野秀明監督の実写映画）
  - 庵野自身の「カントク」を、岩井俊二が演じ、庵野の出身地である山口県宇部市が、ロケや映画の舞台となった。
- アオイホノオ（島本和彦作、小学館）
  - 庵野をモデルとしたキャラクター「大作家芸術大学学生で後のエヴァンゲリオン監督となる庵野秀明」が登場。ドラマ版では安田顕が演じた[注釈 3]。
- SHIROBAKO（水島努監督、P.A.WORKS制作のTVアニメーション）
  - 第11話の最後で話題に上り、第12話に登場したアニメーション監督では、「菅野光明」の名前で登場。声優は樫井笙人。